# Till Schramm
Till Schramm (* 20. März 1985 in Köln) ist ein deutscher Triathlet.

## Werdegang
Nachdem er in seiner Jugend vor allem an Mountainbike-Rennen teilnahm, wechselte Till Schramm im Juniorenalter zum Duathlon.

### Deutscher Meister Biathle 2003
2003 wurde er Deutscher Meister im Biathle (Laufen, Schwimmen und Laufen).

### U23-Weltmeister Duathlon-Langdistanz
2006 wurde er in Dänemark Weltmeister auf der Duathlon-Langdistanz in der Klasse U23.
2007 wurde er Deutscher U23-Meister Crosstriathlon.
In den folgenden Jahren versuchte er sich zudem vermehrt auch im Triathlon und profitierte dabei auch von der Erfahrung seiner Mentoren und Trainingspartner Faris Al-Sultan und Jürgen Zäck. Im Juli 2008 bei der Challenge Roth wurde er Deutscher Meister auf der Triathlon-Langdistanz in der Altersklasse 20–24.

### Profi-Triathlet 2010–2021
Seit 2010 war Till Schramm als Profitriathlet aktiv; er startete für den Verein SVBG.
Beim Cologne Triathlon Weekend am 1. September 2013 wurde Schramm wegen eines Fahrmanövers beim Radfahren disqualifiziert. Gegen diese Disqualifikation hat er beim NRW Verbandsgericht Einspruch eingelegt. Am 11. April 2014 gab das NRW Verbandsgericht Schramm in allen Punkten recht. Die Disqualifikation wurde aufgehoben, wodurch Schramm seinen zweiten Platz zurückerhielt. Vor dem Amtsgericht Köln einigten sich im März 2015 Schramm und der lokale Veranstalter darauf, ihn als weiteren Zweitplatzierten unter Verzicht auf sein Preisgeld in die Ergebnisliste aufzunehmen. Seitdem beträgt seine Bestzeit auf der Triathlon-Langdistanz 8 Stunden und 23 Minuten. Im Oktober 2013 erzielte er mit 2:36:59 h beim Köln-Marathon eine neue persönliche Bestzeit.
Nachdem er hier schon zuletzt zwei Mal den zweiten Platz belegt hatte, siegte Schramm im August 2015 bei der 14. Austragung des Ostseeman und 2016 konnte er diesen Erfolg wiederholen.
Im November 2016 konnte er den Dubai International Triathlon bei seiner dritten Austragung gewinnen – nach zwei zweiten Plätzen in den Vorjahren.
Im August 2017 konnte der damals 32-Jährige zum dritten Mal in Folge den Ostseeman für sich entscheiden. Auch 2019 gewann er diesen Wettbewerb. Den Israman auf der Ironman-Distanz konnte er im Januar 2018 in Israel mit neuem Streckenrekord gewinnen. 2021 beendete er seine Karriere als Sportler.
Till Schramm lebt mit seiner Frau und seiner Familie in Köln. 

## Sportliche Erfolge
| Datum/Jahr    | Rang | Wettbewerb                         | Austragungsort | Zeit       | Bemerkung |
| ------------- | ---- | ---------------------------------- | -------------- | ---------- | --- |
| 13. Mai 2018  | 1    | Austrian 1/2 Iron Triathlon        | Mureck         | 03:46:46,7 | Sieg am Röcksee, neben Simona Křivánková |
| 9. Juli 2017  | 4    | Ostseeman Damp 113                 | Damp           | 03:51:54   | bei der Erstaustragung (1,9 km Schwimmen, 90 km Radfahren und 21,1 km Laufen)                                                                   |
| 11. Juni 2017 | 2    | Pflüger Triathlon                  | Harsewinkel    | 03:47:29   | Zweiter auf der Mitteldistanz hinter Alexander Schilling                                                                                        |
| 2. Apr. 2017  | 1    | Trifest Dubai                      | Dubai          | 02:06:00   | |
| 12. März 2017 | 15   | Ironman 70.3 Subic Bay Philippines | Subic          | 04:14:46   | hinter dem Schweizer Sieger Ruedi Wild |
| 12. Nov. 2016 | 1    | Dubai International Triathlon      | Dubai          | 04:11:42   | Sieger auf der Mitteldistanz – nach zwei zweiten Plätzen                                                                                        |
| 15. Okt. 2016 | 15   | Challenge Mallorca                 | Paguera        | 04:15:58   | |
| 24. Juli 2016 | 8    | Challenge Poznań                   | Poznań         | 04:06:18   | auf der Halbdistanz |
| 26. Juni 2016 | 3    | ICAN Amsterdam                     | Amsterdam      | 03:34:46   | |
| 5. Juni 2016  | 1    | Pflüger Triathlon                  | Harsewinkel    | 03:44:40   | |
| 14. Nov. 2015 | 2    | Dubai International Triathlon      | Dubai          | 04:15:59   | |
| 21. Feb. 2015 | 7    | Challenge Philippines              | Subic Bataan   | 04:41:42   | |
| 6. Dez. 2014  | 26   | Challenge Bahrain                  | Bahrain        | 03:59:55   | auf der Halbdistanz, bei der Erstaustragung |
| 30. Nov. 2014 | 10   | Challenge Laguna Phuket            | Phuket         | 04:26:46   | |
| 22. Nov. 2014 | 8    | Laguna Phuket Triathlon            | Phuket         | 02:42:57   | |
| 7. Nov. 2014  | 2    | Dubai International Triathlon      | Dubai          | 04:02:07   | Zweiter hinter dem Slowenen David Pleše |
| 16. Aug. 2014 | 1    | Triathlon Hückeswagen              | Hückeswagen    | 03:50:38   | [ 12 ] |
| 1. Dez. 2013  | 10   | Challenge Laguna Phuket            | Phuket         |            | |
| 20. Juli 2013 | 8    | Allgäu Triathlon                   | Immenstadt     | 04:13:44   | |
| 9. Juni 2013  | 8    | Bonn-Triathlon                     | Bonn           | 02:30:37   | Das Rennen musste witterungsbedingt wegen des Rheinhochwassers als Duathlon (10 km Laufen, 60 km Radfahren und 5 km Laufen) ausgetragen werden. |
| 11. Mai 2013  | 2    | Half Iron Röcksee                  | Graz           | 03:47:17   | |
| 18. Aug. 2012 | 2    | Triathlon Hückeswagen              | Hückeswagen    | 03:49:34   | |
| 8. Juli 2012  | 6    | Ironman 70.3 Norway                | Haugesund      | 04:05:46   | |
| 10. Juni 2012 | 3    | TriStar111 Worms                   | Worms          | 03:27:27   | 1 km Schwimmen, 100 km Radfahren und 10 km Laufen                                                                                               |
| 3. Juni 2012  | 6    | TriStar111 Salzkammergut           | Vöcklabruck    | 03:27:27   | |
| 29. Apr. 2012 | 5    | TriStar111 Cannes                  | Cannes         | 03:35:27   | |
| 20. Aug. 2011 | 1    | Triathlon Hückeswagen              | Hückeswagen    | 03:46:22   | |

| Datum/Jahr    | Rang | Wettbewerb                 | Austragungsort    | Zeit     | Bemerkung                                                                           |
| ------------- | ---- | -------------------------- | ----------------- | -------- | ----------------------------------------------------------------------------------- |
| 5. Sep. 2021  | 44   | Challenge Roth             | Roth              | 08:36:14 | verkürzte Raddistanz                                                                |
| 1. Dez. 2019  | DNF  | Ironman Western Australia  | Busselton         | –        |                                                                                     |
| 4. Aug. 2019  | 1    | Ostseeman                  | Glücksburg        | 08:24:11 | vierter Sieg mit neuem Streckenrekord                                               |
| 5. Aug. 2018  | 2    | Ostseeman                  | Glücksburg        | 08:33:17 | [ 13 ]                                                                              |
| 26. Jan. 2018 | 1    | Israman                    | Eilat             | 09:39:20 | Sieger auf der Ironman-Distanz mit neuem Streckenrekord                             |
| 6. Aug. 2017  | 1    | Ostseeman                  | Glücksburg        | 08:32:08 | erfolgreiche Titelverteidigung                                                      |
| 29. Apr. 2017 | 8    | Challenge Taiwan           | Taitung           | 09:12:48 | auf der Langdistanz                                                                 |
| 4. Dez. 2016  | 14   | Ironman Western Australia  | Busselton         | 08:40:59 |                                                                                     |
| 10. Sep. 2016 | 9    | Challenge Almere-Amsterdam | Almere            | 08:43:57 |                                                                                     |
| 4. Sep. 2016  | 1    | Cologne Hawaii-Special     | Köln              | 06:41:09 | Sieger bei der Erstaustragung (3,8 km Schwimmen, 180 km Radfahren und 14 km Laufen) |
| 7. Aug. 2016  | 1    | Ostseeman                  | Glücksburg        | 08:40:43 | erfolgreiche Titelverteidigung                                                      |
| 21. Mai 2016  | 26   | Ironman Lanzarote          | Puerto del Carmen | 09:35:52 |                                                                                     |
| 7. Mai 2016   | 4    | Challenge Taiwan           | Taitung           | 09:46:58 |                                                                                     |
| 6. Sep. 2015  | 1    | Cologne 226                | Köln              | 08:56:02 | Sieg über die Langdistanz                                                           |
| 2. Aug. 2015  | 1    | Ostseeman                  | Glücksburg        | 08:37:28 |                                                                                     |
| 29. März 2015 | DNF  | Ironman South Africa       | Port Elizabeth    | –        |                                                                                     |
| 3. Aug. 2014  | 2    | Ostseeman                  | Glücksburg        | 08:36:34 |                                                                                     |
| 19. Apr. 2014 | 4    | Challenge Taiwan           | Taitung           | 08:33:24 |                                                                                     |
| 1. Sep. 2013  | 2    | Cologne 226                | Köln              | 08:23:56 |                                                                                     |
| 4. Aug. 2013  | 2    | Ostseeman                  | Glücksburg        | 08:51:02 |                                                                                     |
| 14. Juli 2013 | 161  | Challenge Roth             | Roth              | 09:37:57 |                                                                                     |
| 2. Sep. 2012  | 2    | Cologne 226                | Köln              | 08:40:07 |                                                                                     |
| 5. Sep. 2010  | 4    | Cologne 226                | Köln              | 08:51:57 |                                                                                     |
| 25. Juli 2010 | 33   | Ironman Switzerland        | Zürich            | 09:11:52 | Dritter Platz in der Altersklasse 20–24                                             |
| 12. Juli 2009 | 75   | Challenge Roth             | Roth              | 09:03:07 | Vierter Platz in der Altersklasse 20–24                                             |
| 13. Juli 2008 | 50   | Challenge Roth             | Roth              | 09:06:18 | Sieger der Altersklasse 20–24                                                       |

| Datum/Jahr    | Rang | Wettbewerb                                 | Austragungsort | Zeit     | Bemerkung                         |
| ------------- | ---- | ------------------------------------------ | -------------- | -------- | --------------------------------- |
| 17. Aug. 2013 | 4    | DTU Deutsche Meisterschaft Cross-Triathlon | Schalkenmehren | 02:18:39 |                                   |
| 10. Apr. 2011 | 2    | Xterra Schleiden                           | Schleiden      | 01:36:03 | ein Rennen der Xterra German Tour |

| Datum/Jahr   | Rang | Wettbewerb                                         | Austragungsort | Zeit     | Bemerkung                                                 |
| ------------ | ---- | -------------------------------------------------- | -------------- | -------- | --------------------------------------------------------- |
| 8. Okt. 2006 | 45   | ETU Short Distance Duathlon European Championships | Rimini         | 02:06:54 | Duathlon-Europameisterschaft (15. Rang in der Klasse U23) |
| 28. Mai 2006 | 26   | ITU Long Distance Duathlon World Championships     | Fredericia     | 04:02:48 | U23-Weltmeisterschaft                                     |

| Datum/Jahr    | Rang | Wettbewerb           | Austragungsort    | Zeit     | Bemerkung |
| ------------- | ---- | -------------------- | ----------------- | -------- | --------- |
| 13. Okt. 2013 | 17   | Köln-Marathon        | Köln              | 02:36:59 |           |
| 17. März 2013 | 1    | Königsforst-Marathon | Bergisch Gladbach | 02:41:37 |           |

(DNF – Did Not Finish)